# SLA Industries
SLA Industries (prononcer "slay") est un jeu de rôle de Dave Allsop, publié en 1993 par Nightfall Games. Le jeu se déroule dans un futur dystopique dans lequel la majorité de l'univers connu est détenu ou contrôlé indirectement par la société éponyme "SLA Industries". Il intègre les thèmes de l'esthétique gothique et splatterpunk, du genre cyberpunk, de l'horreur et de la dystopie conspirationniste,.
Le jeu combine des concepts inspirés par une vaste gamme d'idées et d'esthétique des années 1980: les créations de David Bowie (Diamond dogs, Halloween Jack), la musique industrielle, les fictions du genre cyberpunk (comme Blade Runner et Max Headroom), les anime ou manga (comme Akira, Appleseed, Bubblegum Crisis, et Trigun) et l'obsession croissante pour les médias (comme les services d'information en continu ou l'émission de télé-réalité Gladiator).

## Univers
SLA Industries est une corporation fictive dirigée par une créature mystérieuse et apparemment immortelle appelée « M. Slayer » et dont l'équipe de haute-direction comprend deux autres créatures comme lui, « Intruder » et « Senti ». La corporation est basée à la « Mort City », une mégapole très densément peuplée de la taille de l'Eurasie et entourée par les ruines urbaines que sont les « Cannibal Sector ». La mégapole est située sur la planète « Mort » dont les ressources naturelles ont été pillées et dont l'écosystème est complètement détruit. SLA Industries contrôle un grand nombre de planètes dont les ressources sont drainées vers Mort City. L'ensemble de l'univers est appelé le « World of Progress » et il est gouverné selon le « Big Picture » de M. Slayer. La réalité du monde est cachée à la population, que ce soit au niveau social par le lavage de cerveau des médias ou que ce soit au niveau de la réalité elle-même par des agences corporatistes chargée de maquiller les éléments surnaturels anormaux. L'univers est sombre, décadent et surréaliste.
SLA Industries et le World of Progress font face à de nombreuses menaces. Il y a tout d'abord les corporations concurrentes: les révolutionnaires de Dark Night, experts en démolition et en piratage de communications; les combattants en exoarmures de Thresher, principalement sur les planètes de type "monde de guerre"; les ingénieurs de Tek-Trex qui fabriquent des robots de combat. Ensuite, il y a les menaces criminelles: les gangs de rue, les cellules d'enlèvement d'enfants, les employés corrompus, etc. Il y a aussi les menaces monstrueuses que constituent les égouts avec sa population endémique de Cariens, ou les nombreux dangers des Cannibal Sectors (cannibales, manchines, essaims tueurs, virus,...), ou encore le raid urbain ininterrompu du tueur Halloween Jack.

## Système de jeu
Les joueurs prennent le rôle d'employés en freelance de la corporation SLA Industries. Ils sont appelés Opérateurs et ils vivent dans Mort City en attendant de recevoir des BPNs, c'est-à-dire des missions d'emploi de la corporation (le jeu peut être considéré comme un "jeu à missions"). La plupart de ces BPNs impliquent le maintien de la paix: enquêter sur des tueurs en série (BPN blanc), chasser des monstres dans les égouts (BPN bleu), mater des émeutes, déjouer des complots terroristes et faire taire les dissidents sont des thèmes communs. À cause de l'omniprésence de la télévision, l'apparence, le style et l'image de marque sont aussi important que la capacité de combat. En effet, pour les Opérateurs ambitieux l'image publique et les scores d'audience TV peuvent apporter de nombreux avantages. Dans le supplément, The Contract Directory, les règles proposent l'option aux joueurs de devenir des gladiateurs célèbres appelés "Contract Killers". 
En tant que jeu de rôle, l'expérience de jeu est tournée vers l'horreur, le splatterpunk, le noir, la satire sociale sombre, et/ou le genre "action avec gros pistolets". Cependant, la politique et la complexité byzantine du système social de SLA Industries permet de faire des campagnes de jeu plus construites et élaborées en mettant en scène la subversion, la rivalité entre les différents départements et les luttes de pouvoir au sein de l'entreprise.
Il y a d'autres races jouables que les humains qui constituent la vaste majorité de Mort City. Les "Frothers" sont des toxicomanes mutants humains structurés dans des clans de type écossais (avec tartans et grosses épées). Les "Wraith Raiders" sont une race féline ultra-rapide et paranoïaque vivant sur un monde gelé. Les "Shaktar" sont des sauriens humanoïdes violents avec des codes d'honneur très rides. Et enfin il existe une race double capable de manipuler l'Ebb, une pseudo-magie psionique : les "Ebons", émotionnellement sensible et charismatique, et les "Brain Wasters" une évolution sadique et violente des Ebons. Il est aussi possible de jouer une gamme de golems guerriers appelés "Stormers". Ce sont des produits biogénétiques cultivés en cuve de SLA pour combattre dans les mondes de guerre.
Chaque personnage est défini par des compétences, par un rang social (appelé SCL) qui définit ses droits, par son matériel technologique (principalement les armes à feu, dont les balles sont taxées, ou les armes de contact spectaculaires), par ses drogues de combat (de rapidité, de régénération, de force,...). Pour les ebons et les brainwasters, ils sont aussi définis par leur armure symbiote et des accessoires qui leur permettent de contrôler leurs pouvoirs.

## Publication
SLA Industries a d'abord été publié de manière indépendante en 1993 par Nightfall Games. Le jeu a été acheté plus tard par Wizards of the Coast vers la fin de 1994, après leur succès avec Magic: The Gathering. Il a ensuite été réédité par Nightfall Games Ltd et distribué par Hogshead Publishing, jusqu'à ce que Hogshead soit vendu à ses propriétaires actuels. Entre 2003 et 2011 Cubicle 7 Entertainment a produit de nouveaux suppléments. En 2011, la licence est revenu à Nightfall Games Ltd, qui publie désormais ses suppléments sous forme de fichiers PDF.

### "La Vérité"
Nightfall Games a produit une SLA Industries Writers Bible, parfois simplement appelée La Bible ou La Vérité (The Truth), pour permettre à des concepteurs indépendants de saisir la complexité de la trame de fond du jeu. Les termes de l'accord de non-divulgation du document demandaient que le contenu du document demeure secret.
À la suite d'une interruption prolongée de la production officielle de SLA Industries, l'éditeur Tim Dedopulos a délibérément publié la bible pour les membres sur la liste de diffusion de SLA Industries en 1998. La réaction des fans à La Vérité n'a pas été très chaleureuse et les membres de Nightfall Games ont répété que d'autres redistribution de la Bible n'était pas autorisée sans leur autorisation explicite.
Les auteurs ont expliqué que La Vérité n'était pas destinée au grand public, qu'elle ne suivait pas les mêmes standards que le matériel publié et qu'elle n'était destinée qu'à un usage interne pour garder une cohérence entre les différents auteurs. À l'origine, son contenu devait être révélé le long de plusieurs suppléments révélant la trame de fond.
En 2005 Angus Abranson de Cubicle 7 autorisa re-publication de cette vieille SLA Industries Writers Bible en précisant qu'elle n'était plus La Vérité utilisée en interne pour développement de la gamme. Elle fut publiée en intégralité sur le forum de Team8, mais elle n'est plus accessible depuis.

### Réappropriation par les fans
Le jeu a acquis au fil du temps un statut de "jeu culte". À cause des discontinuités éditoriales, les fans ont compensé en partageant leurs propres créations parmi une communauté dynamique et ouverte.

### Liste des publications
- SLA Industries. Règles de base  (ISBN 1 899749 23 3)
- Karma Sourcebook  (ISBN 1 880992 56 6)
- Écran du Maître de jeu
- Mort Sourcebook  (ISBN 0 9522176 6 X)
- The Key of Delhyread. Scénario  (ISBN 978-1-899749-24-9)
- The Contract Directory. Supplément  (ISBN 978-1-899749-29-4)
- Cannibal Sector One. Supplément  (ISBN 978 0 9555423 0 5)
- Hunter Sheets Issue  1. Supplément  (ISBN 978 0 9555423 1 2)
- Hunter Sheets Issue  2. Supplément.
- Ursa Carrien. Supplément.
- Klicks Fin. Supplément.
- Momic 0.1. Supplément.
- "Dream". Supplément.
- "Hominid". Supplément.
- "Hunter Sheets: Red Alert". Supplément.